# Съвременна философия
Съвременна философия е настоящият период в историята на западната философия, започващ в края на XIX век с професионализацията на дисциплината и възхода на аналитичната и континентална философия.
Континенталната философия започва с работата на Брентано, Хусерл и Райнах върху развитието на философския метод на феноменологията. Това развитие е приблизително едновременно с работата от Готлоб Фреге и Ръсел по въвеждането на нов философски метод, базиран на анализ на езика чрез модерна логика (оттук и терминът „аналитична философия“). 
Аналитичните и континенталните философи често имат пренебрежително отношение и възглед едни към друг по отношение на респективните им философски подходи в резултат, на което работят в голяма степен независимо и самостоятелно.

## Списания по философия
Sofia Philosophical Review